# All Pigs Must Die
Az All Pigs Must Die egy amerikai supergroup. Hardcore punkot, metalcore-t, crust punkot és grindcore-t játszanak. 2009-ben alakultak meg. Az együttest a The Hope Conspiracy, Converge és Bloodhorse zenekarok tagjai alkotják. Tagok: Kevin Baker, Ben Koller, Adam Wentworth, Matt Woods és Brian Izzi.
Lemezeiket a Nonbeliever (korábban) és a Southern Lord Records kiadók jelentetik meg. Legelőször egy bemutatkozó középlemezt dobtak piacra, 2010-ben, ekkor még a Nonbeliever Recordsnál. Egy évvel később már az első nagylemezük is megjelent, ekkor már a Southern Lord-nál. A második és harmadik nagylemezüket is ez a kiadó jelenteti meg.

## Diszkográfia
Stúdióalbumok
- God is War (2011)
- Nothing Violates This Nature (2013)
- Hostage Animal (2017)

Egyéb kiadványok
- All Pigs Must Die (2010, EP)
- Curse of Humanity (2012, EP)